# Kulturpunkt West

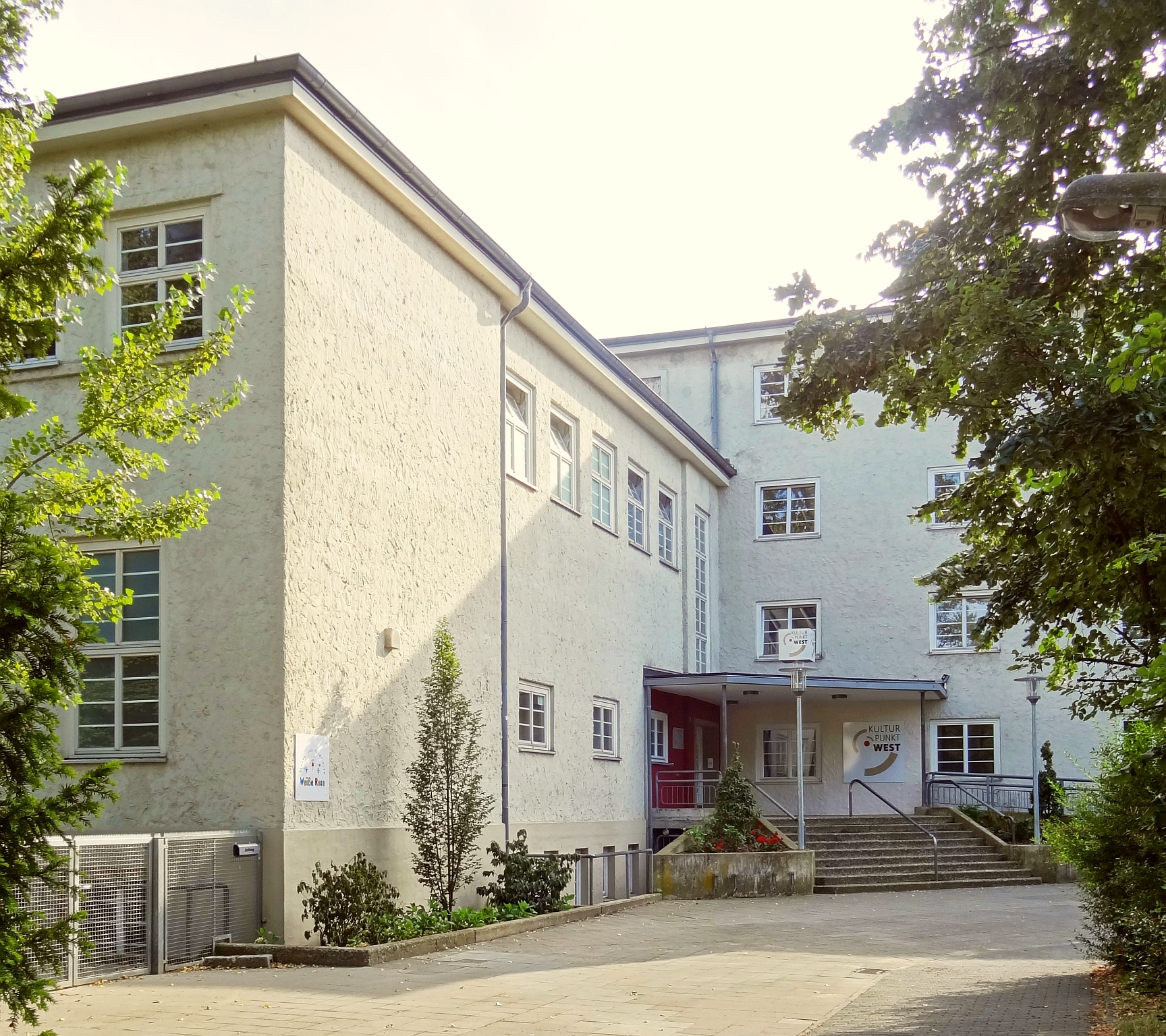
Eingang zum Kulturpunkt West, 2012

Der Kulturpunkt West (ehemals Gemeinschaftshaus Weststadt) ist ein städtischer Kultur- und Veranstaltungsort im Braunschweiger Stadtteil Weststadt. Zu den regelmäßigen Veranstaltungen im Kulturpunkt in der Ludwig-Winter-Straße 4 zählen der Braunschweiger Bücherbasar und das Jazzfrühschoppen. Der Saal des Kulturpunktes bietet bis zu 120 Personen Platz. Neben den Veranstaltungsangeboten bietet der Kulturpunkt auch Räume für Vereine, Gruppen und Privatveranstaltungen an.

## Geschichte

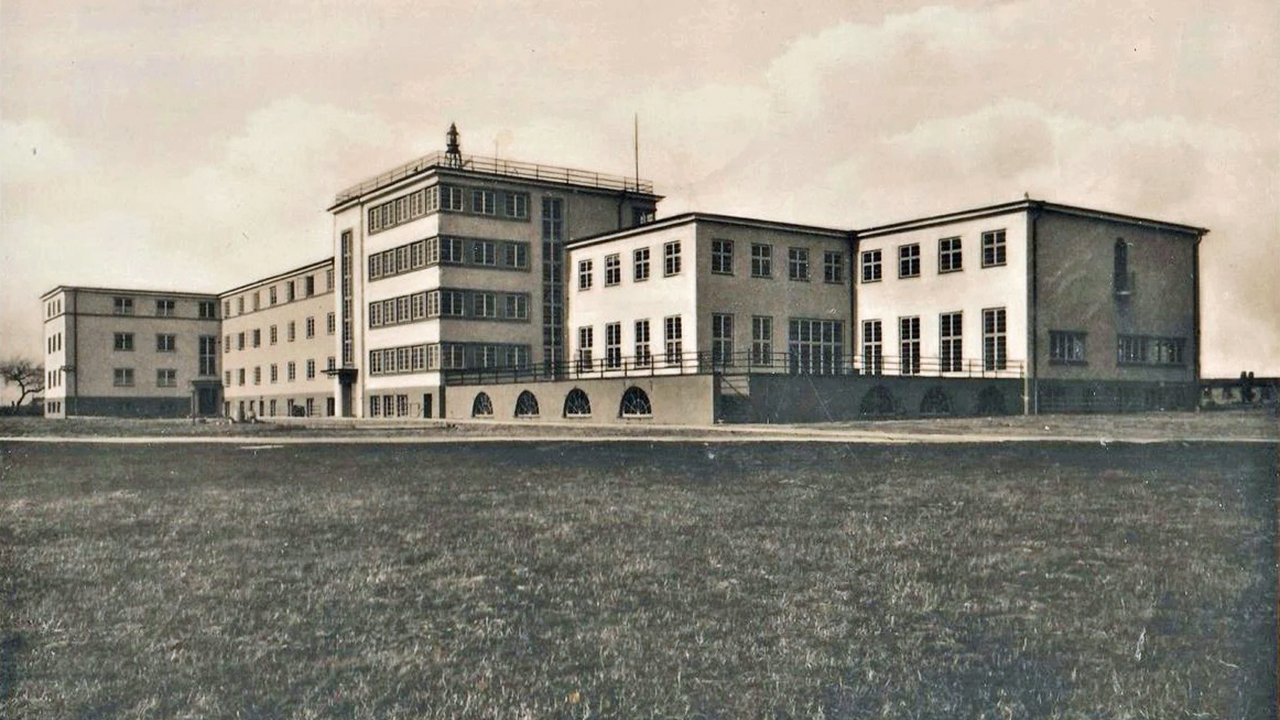
Gebäude der Deutschen Verkehrsfliegerschule in Braunschweig am Flugplatz Braunschweig-Broitzem, 1929

Die Gebäudehälfte in der sich das Gemeinschaftshaus befindet ist Teil des Gebäudekomplexes Ludwig-Winter-Straße 2–4, der 1928/29 als Hauptgebäude der Deutschen Verkehrsfliegerschule im Bauhaus-Stil errichtet wurde.  Ab 1935 wurde das moderne Gebäude Bestandteil des Fliegerhorstes Broitzem der Luftwaffe und beherbergte das Offizierskasino. 
1981 mietete die Stadt Braunschweig die bundeseigene Liegenschaft Ludwig-Winter-Straße 2 und 4 an. In der Gebäudehälfte mit der Hausnummer 2, das die Stadt an das Land Niedersachsen untervermietete, wurde 1983 der Fachbereich Sozialwesen der Fachhochschule Braunschweig-Wolfenbüttel eingerichtet. 1982 wurde in der Gebäudehälfte mit der Nummer 4 das erste Jugendzentrum der Weststadt (der spätere Kinder- und Teenyklub) eröffnet. Am 22. Februar 1983 erhielt das Jugendzentrum den Namen Jugendzentrum Weiße Rose in Erinnerung an die Münchner Widerstandsgruppe Weiße Rose und die hingerichteten Studenten Hans und Sophie Scholl.
Am 21. Februar 1988 eröffnete schließlich in derselben Gebäudehälfte nach vollständigem Umbau des Kasinogebäudes das Gemeinschaftshaus Weststadt (kurz GHW). Bei den Feierlichkeiten war auch eine Delegation aus der DDR-Partnerstadt Magdeburg anwesend.
Am 24. August 2008 feierte das Gemeinschaftshaus mit einem Sommerfest sein 20. Jubiläum. Am 8. August 2010 wurde mit einem Sommerfest das 50-jährige Bestehen des Stadtteils Weststadt gefeiert.
Mit dem Ende des Mietvertrags zwischen Stadt und Bund zum 30. April 2011 war die Zukunft der städtischen Einrichtungen nicht sicher. Der Bund, der keinen Eigenbedarf für das Gebäude hatte und kein Interesse mehr an einer Weitervermietung hatte, plante die Immobilien zu veräußern. Die Hochschule für Sozialwesen hatte das Gebäude bereits 2010 verlassen und wurde nach Wolfenbüttel verlegt. Im Dezember 2010 wurden das Grundstück und die Gebäudehälfte von der Stadt Braunschweig erworben. 
2012 wurde das Gemeinschaftshaus in „Kulturpunkt West“ umbenannt.
In den Kellerräumen unterhalb des Kulturpunktes befindet sich derzeit der Kinder- und Teenyklub Weiße Rose. Dieser soll im Rahmen des Projekts „Campus Donauviertel“ in einen Neubau auf demselben Grundstück ziehen, wodurch die Räume im Keller zukünftig für die Nutzung durch den Kulturpunkt zur Verfügung stehen werden und somit das Raumangebot des Kulturpunktes vergrößert werden kann.